# الباروزه
الباروزه (به عربی: الباروزة) 
یک روستا در سوریه است که در اعزاز واقع شده‌است. الباروزه ۹۹۲ نفر جمعیت دارد.